# ミューズリー

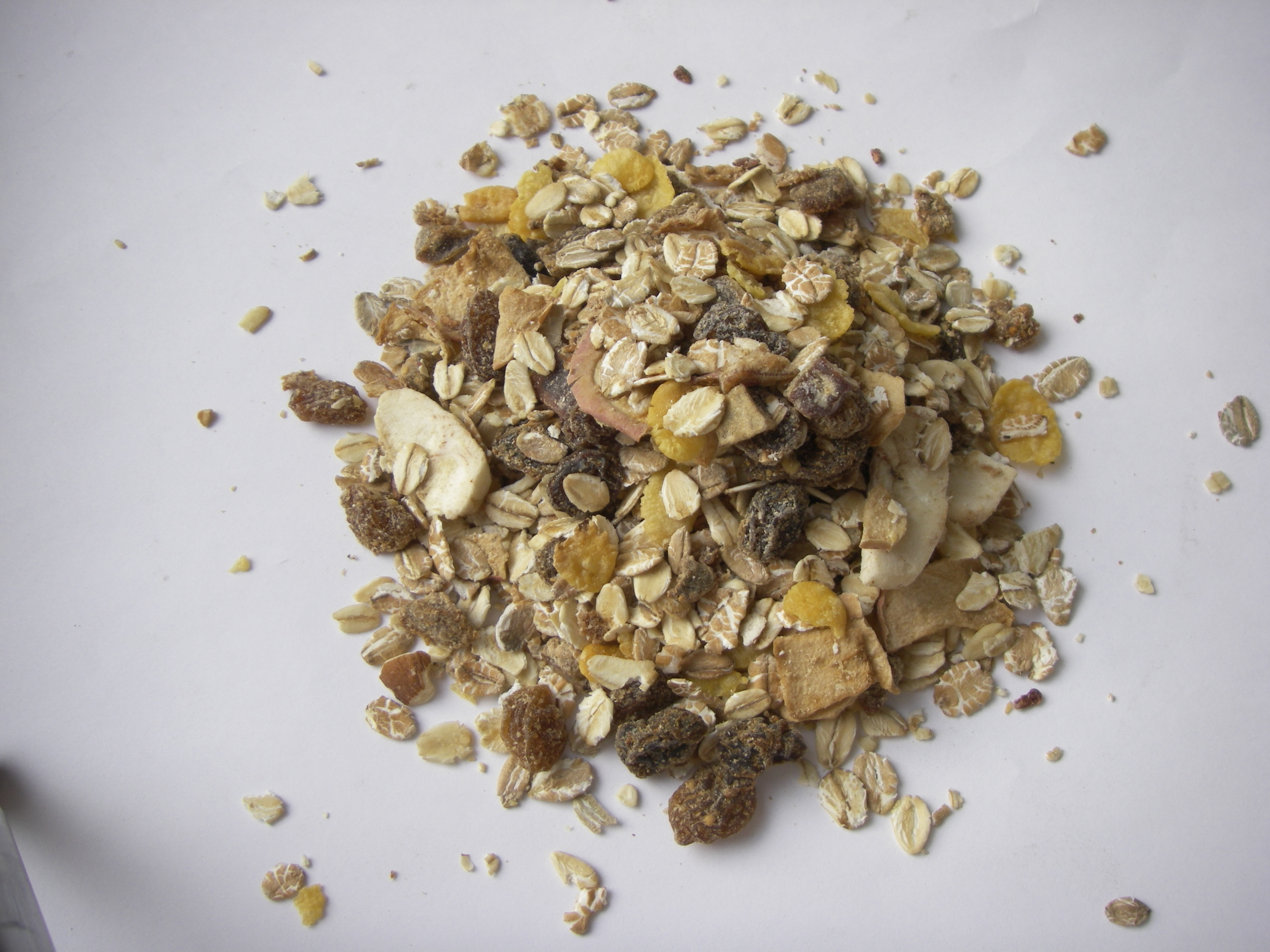
ミューズリー。

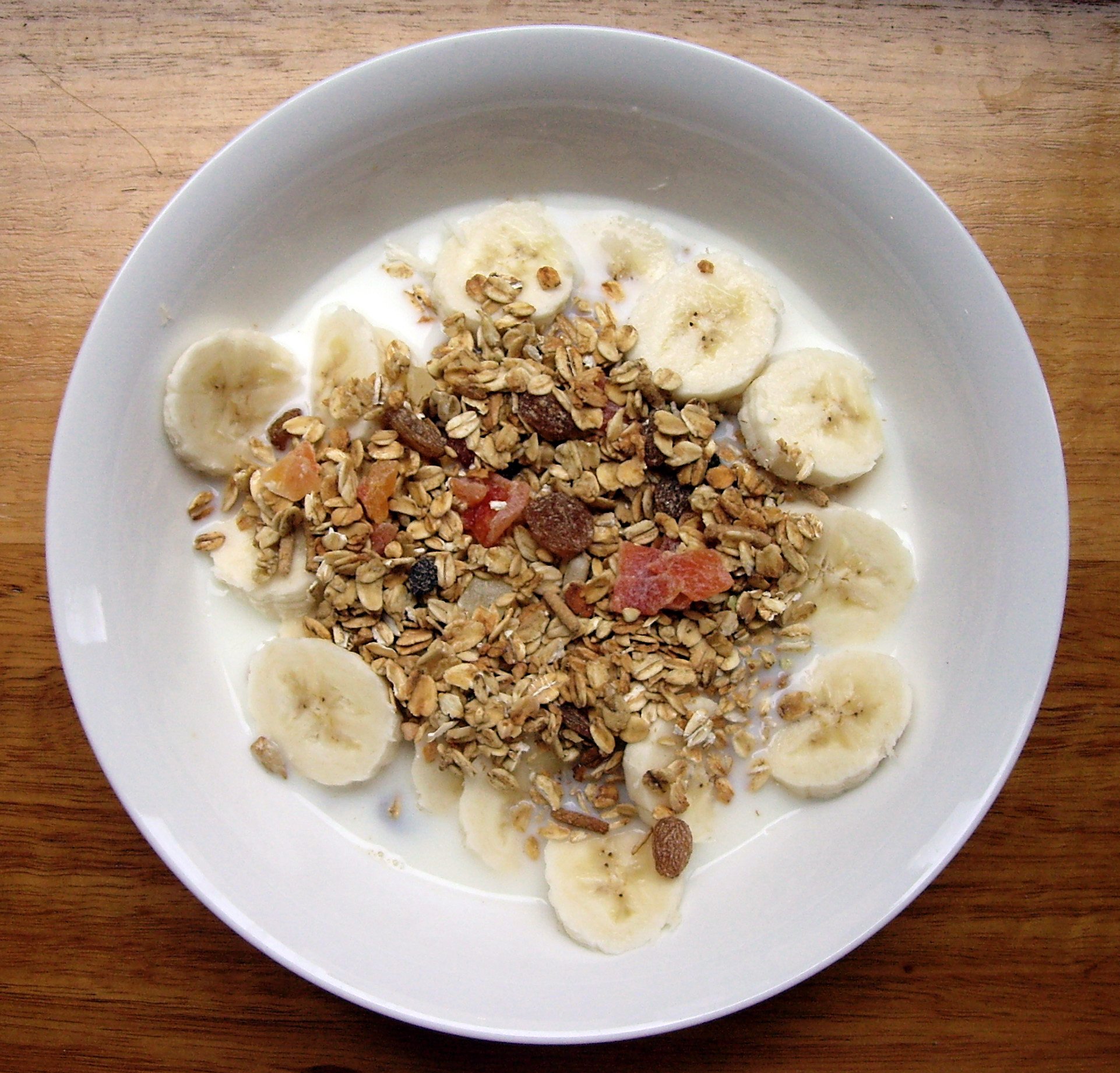
刻んだバナナをミューズリーに添えて牛乳を掛けた物。

ミューズリー（スイスドイツ語：Müesli、Birchermüesli、Birchermus、標準ドイツ語：Müsli/ [ˈmyːsli] ドイツ語ではミュースリ、とスの発音は濁らない。）とは、ロールドオーツ（燕麦の押麦）などの未調理の加工穀物とドライフルーツ、ナッツ、種子類などを混ぜ合わせたシリアル食品の一種である。主に牛乳やヨーグルトなどをかけてふやかして食べる。市販のミュースリには砂糖や蜂蜜で調味されているものもある。好みの配合を自作することもできる。
発祥地であるスイスでは、元来軽い夕食として食べることが多かった。

## 呼称
その名ミュースリ (Müesli) は、「シチュー」や「粥」などを意味するスイスドイツ語の Mues に縮小辞 -li がついたものである。また、ビルヒャーミュースリ (Birchermüesli) およびビルヒャームース (Birchermus) は、発明者名ビルヒャー＝ベンナー（詳細は後述）を冠した呼称である。また、英語のmuesliをムーズリと読むことがある。
なお、ミュースリにブッターブロート（バターつきパン）とカフェ・オ・レを添えたものは、ドイツ語でビルヒャーミュースリ・コンプレット（Birchermüesli komplett、意：完全なミュースリーまたは一式揃ったミュースリー）と呼ばれる。

## 歴史
1900年頃、生の果物と野菜が療養に必須であると考えたスイス人医師マクシミリアン・ビルヒャー＝ベンナーが、自身の経営するサナトリウムの患者のためにミュースリを考案した。ビルヒャー＝ベンナー夫妻がアルプス山脈を登山した折りに食べた、山岳放牧の牧童の間に伝わる伝統的な食事から発想を得たとされる。ビルヒャー＝ベンナーのミュースリは、水に浸してふやかした未調理の押しエンバク（燕麦）を主に、レモン汁、コンデンスミルク、おろしたリンゴから成り、好みで生のヘーゼルナッツやアーモンド粉末をふりかけた、ローフードに非常に近いものであった。コンデンスミルクが使われているのは、当時は冷蔵技術やパスチャライゼーションが普及しておらず、生乳の衛生に問題があったからである。ビルヒャー＝ベンナー自身はこの食物を単に "d'Spys"（仮名転写：ト・シュピーズまたはト・スピーズ。スイスドイツ語で「食事」「食べ物」の意。標準ドイツ語表記では die Speise に相当。）と呼んでいた。
現在見られる形のミュースリは、1960年代に欧米で健康食品や菜食主義への関心が高まって普及したものである。
近年、全粒穀物の栄養価の高さが注目されていることから日本でも人気を集めつつある。一部「ムエスリ（Muesli）」と表示されているものは、üはueとも記すことができるからである。